# Narciso Correal
Narciso Correal Freire de Andrade, nacido en la La Coruña el 20 de noviembre de 1876 y fallecido en la misma ciudad el 20 de julio de 1951, fue un abogado y escritor español.

## Trayectoria
Fue elegido concejal monárquico de La Coruña en 1901. Reconocido orador, colaboró en La Voz de Galicia, Vida Gallega y El Compostelano. Fue presidente de la Asociación de la Prensa de La Coruña (1906). Fue elegido miembro de la Real Academia Gallega, en la que ingresó en 1939.

## Obras
- Aureliano J. Pereira. Estudio literario, 1908.
- Teresa Herrera, 1909.
- Juana de Vega, 1909.
- El venerable Barrantes, canónigo de Burgos, 1915.
- Concepción Arenal y los problemas sociales contemporáneos, 1923.
- El Nuevo y viejo Trafalgar. Rasgos heroicos de la Armada española en el siglo XIX, 1923
- Benito Mª Plá y Cancela, una gran figura gallega forense, política y parlamentaria, 1942.

## Reconocimientos
- Gran Cruz del Mérito Naval.
- Gran Cruz de Beneficencia.
- Gran Cruz de la Orden de Alfonso X el Sabio.